# Château d'Arnay-le-Duc
 (novembre 2022).
Le château d'Arnay-le-Duc ou ancien manoir de Juilly ou encore ancien château des Princes de Condé, est un château XVIIe siècle, situé sur la commune d'Arnay-le-Duc dans le département de la Côte-d'Or. Après avoir abrité le centre éducatif Pierre-Meunier entre 1967 et 2019, il est par la suite vendu par la commune d'Arnay-le-Duc.

## Localisation
Le château est situé à la lisière du Morvan et de l'Auxois.
Il est totalement englobé dans un îlot d'habitations délimité par la rue du château, la ruelle du château, la rue Lucienne-et-Jean-Barnet (RD 17), la rue des Ursulines et la rue Saint-Honoré.

## Description (aspect 2011)

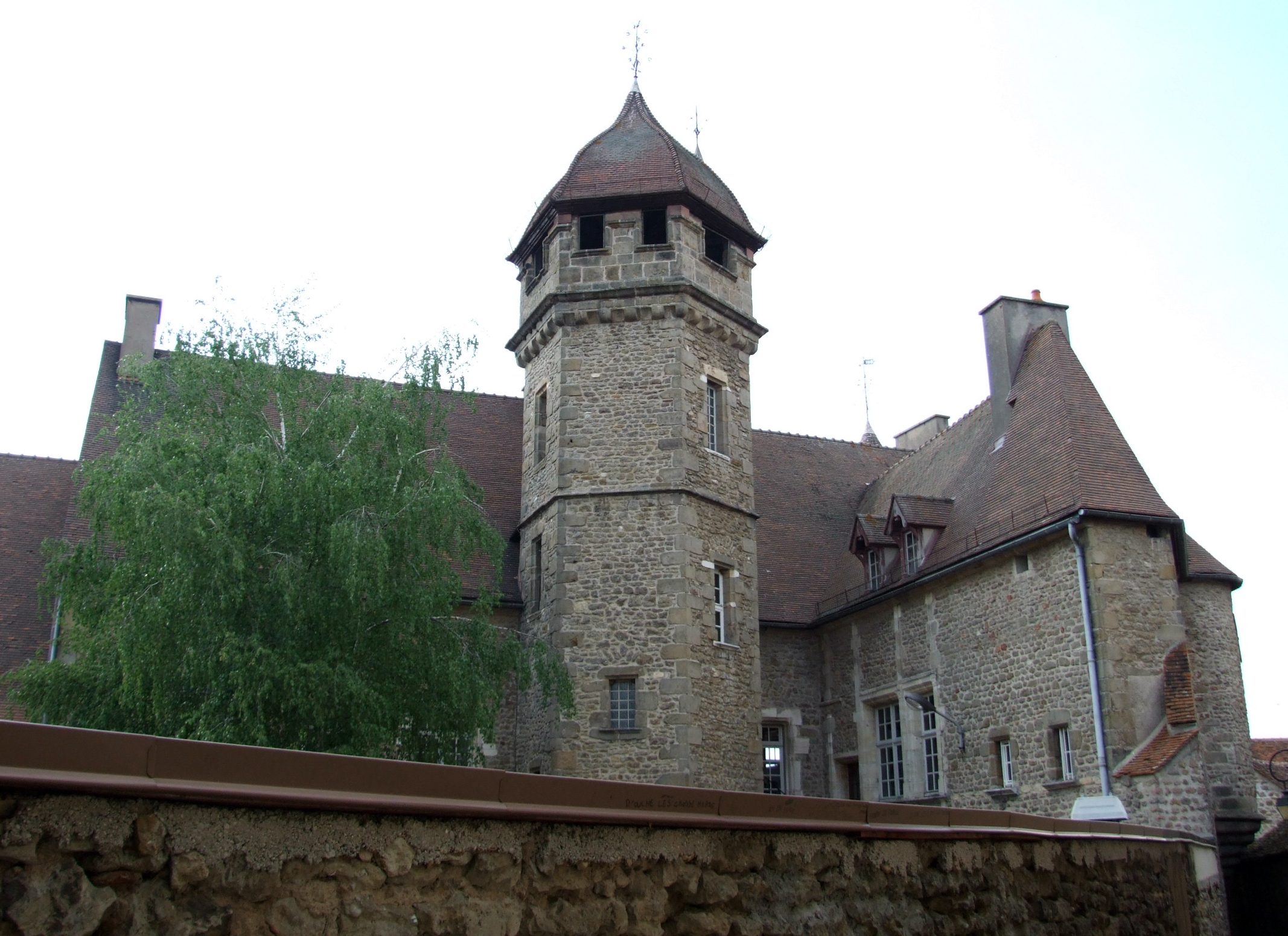
Façade orientale

L'entrée se fait façade ouest par une cour extérieure côté rue du château, via une grille en ferronnerie marquée des majuscules PMT, vestige de la limerie Proutat-Michot-Thomeret. Une tour ronde à toit conique occupe l'angle nord-ouest (côté gauche face à l'entrée), de ce qui fut un corps de logis. Cette façade a conservé ses fenêtres à meneaux et croisillons, ainsi que deux lucarnes à pilastre corinthiens à entablement décoré de rinceaux.
Une tour polygonale à toit à l'impériale dite tour Marguerite de Bourgogne, ou tour de la Lanterne est en position médiane sur la façade orientale. Elle compte environ 120 marches en deux volées. Elle donne sur une autre cour. De son sommet, on a vue sur 360°. L'ensemble des bâtiments est agencé en retour d'équerre sur deux niveaux, plus un sous-toit. Le toit est en petites tuiles plates et l'élévation la plus grande est celle de la tour polygonale.
Un accès pour les véhicules se fait par la RD 17 et donne sur une façade sud rénovée contemporaine, percée de sept fenêtres. L'aile nord occupe des dépendances.
Quasiment rien ne subsiste des éléments intérieurs d'origine, et l'endroit est entièrement consacré à l'enseignement.

## Historique

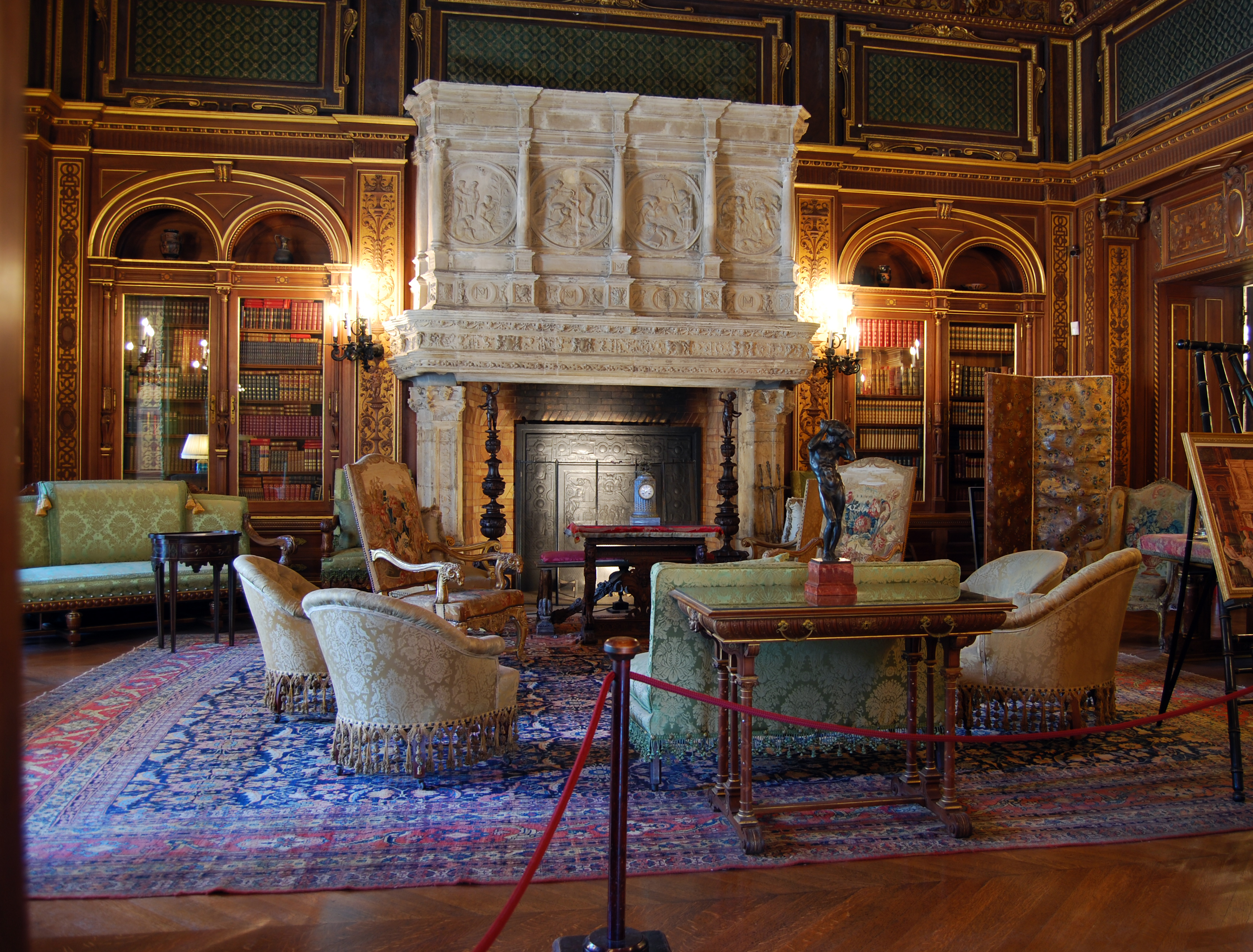
Cheminée, aujourd’hui dans la bibliothèque de la villa The Breakers, provenant du château d’Arnay-le-Duc. Celle-ci porte une inscription en ancien français : « De gran bien me rie, et poinct ne défault ; Il n'est qu'adresse, quant tout prévault »

Bâti sous François Ier par Charles Merlan de Beaumont, receveur des finances, seigneur de Juilly, il est occupé par les Merlan jusqu'en 1562. En 1562, la famille Chabot-Charny (Léonor) le récupère en paiement pour dettes. En 1570, le futur Henri IV passe au château à l'occasion de la bataille d'Arnay-le-Duc.
Du 2 mai 1634 à 1654, le château passe au troisième prince de Condé, qui réalise de nombreux aménagements. Son fils le Grand Condé, en tant que seigneur d'Arnay, ne vint jamais en son château. En 1655 il devient la propriété d'Henri de Lorraine, comte d'Harcourt (petit-fils de Léonor de Chabot-Charny ci-dessus, par sa mère Marguerite) puis en 1678, de son dernier fils Charles de Lorraine, vicomte de Marsan.
En mai 1747, le château sert de prison pour des soldats hollandais. En mars 1756, c'est une demeure déjà vidée d'éléments d'architecture que Louis-Charles de Lorraine comte de Brionne (arrière-petit-neveu de Charles de Marsan) donne à la ville pour usage de mairie, l'entretien est à la charge de la municipalité. Cette situation dure jusqu'au 6 janvier 1792. Durant cette période, les dames de Saint-Cyr acquirent le château et en plus de son usage municipal, il sert de salle de bal d'où les roturiers sont exclus (elles avaient acquis en 1779 la seigneurie de Charny, avec Arnay, Mont-St-Jean et Pouilly).
En 1792, il est vendu comme bien national, il devient alors une usine textile. De 1792 à 1865, le château passe de main en main. Dépouillé de son mobilier et de ses sculptures, ces éléments sont dispersés dans le monde entier (ex. : une cheminée exportée dans la somptueuse villa The Breakers du milliardaire Vanderbilt aux États-Unis). De 1865 à 1957, une usine de limes prend possession des lieux et va devenir le principal employeur d'Arnay. La société Proutat-Michot-Thomeret (Manufacture de limes, râpes et outils), va acquérir une réputation internationale, en étant primée aux expositions universelles de Paris et Londres. Elle était capable de fournir des limes de 3 cm à 60 cm, et compta jusqu'à 400 employés. Le château est dénaturé par de nombreux édifices industriels. Depuis 2005 monsieur Pierre Renaudin demeure le dernier tailleur de limes à la main de France, activité qu'il ne pratique plus qu'à titre démonstratif[Passage à actualiser].
De 1958 à 1967, la commune rénove le château, et détruit les bâtiments inutiles. Depuis 1967, il abrite le CPE (centre professionnel éducatif) Pierre-Meunier en internat (50 internes). En 2019, le CPE déménage et le bail du château est rendu à la commune. Celle-ci vend le monument à un propriétaire privée dans la foulée.
Depuis 2022, le château est un restaurant. 
Le château a été inscrit monument historique le 26 mai 1926. Depuis sa vente, il ne se visite plus. Les extérieurs restent néanmoins visibles depuis la rue.

## Armoiries
- Famille Merlan : de gueules au lion d'or tenant dans sa dextre un croissant d'argent surmonté d'une étoile de même, au chef d'azur chargé de trois merlettes de sable.
- Famille Chabot (Chabot Charny) : d'or à trois chabots de gueules.
- Princes de Condé : d'azur aux trois fleurs de lys d'or au bâton péri en bande de gueules en abîme.
- Maison de Lorraine-Harcourt : coupé et parti en trois, au premier fascé de gueules et d'argent, au second d'azur semé de lys d'or et au lambel de gueules, au troisième d'argent à la croix potencée d'or, cantonnée de quatre croisettes du même, au quatrième d'or aux quatre pals de gueules, au cinquième parti d'azur semé de lys d'or et à la bordure de gueules, au sixième d'azur au lion cantonné d'or, armé, lampassé et couronné de gueules, au septième d'or au lion de sable armé et lampassé de gueules, au huitième d'azur semé de croisettes d'or et aux deux bar d'or. Sur le tout d'or à la bande de gueules chargé de trois alérions d'argent le tout brisé d'un lambel de gueules et d'une bordure de gueules chargé de huit besans d'or.
- La limerie PMT, utilisa comme emblème les armoiries de la ville d'Arnay-le-Duc avec les girouettes tournées vers la gauche.